# Леонідовка (Чишминський район)
Леоні́довка (рос. Леонидовка, башк. Леонидовка) — присілок у складі Чишминського району Башкортостану, Росія. Входить до складу Арслановської сільської ради.
Населення — 48 осіб (2010; 46 в 2002).
Національний склад:
- росіяни — 56 %